# Kobe Storks
Il Kobe Storks (神戸ストークス) è una società cestistica avente sede a Kōbe, in Giappone. Fondata nel 2011, gioca in B.League.

## Storia
Il Kobe Storks è una squadra di pallacanestro giapponese fondata a Nishinomiya nel 2011. In passato ha partecipato alla Japan Basketball League 2 dal 2011 al 2013 e alla National Basketball League dal 2013 al 2016. Attualmente gioca in B2 League, la seconda serie del campionato giapponese di pallacanestro.

## Palmarès
- B2 League: 1

2016-17
- Japan Basketball League 2: 1

2012-13